# La Mission de l'artiste
La Mission de l'artiste est le texte d'une conférence de Ferdinand Hodler, prononcée le 12 mars 1897 à Fribourg (Suisse) et paru dans La Liberté (18, 19 et 20 mars 1897).

## Historique du texte
En 1897, Ferdinand Hodler, qui enseigne depuis 1896 à L'École des Arts et Métiers de Fribourg, est invité par Max de Diesbach à prononcer une conférence devant la Société des Amis des Beaux Arts de la même ville, dont il est le président.
Hodler écrit à cette occasion un manuscrit de 24 feuillets, dont le contenu évoque les aspects techniques et théoriques de la peinture et, dans la dernière partie, expose sa théorie du parallélisme, qui sera le credo de tout son œuvre.
Publié dans La Liberté de Fribourg les 18, 19 et 20 mars 1897, le texte a ensuite été repris par les biographes de Hodler et paraît dans diverses versions, en 1913, 1923, 1924 et 1972, notamment.